# Bendecido
Bendecido es el segundo álbum de estudio del Bryant Myers. Fue publicado el 30 de octubre de 2020 a través de los sellos discográficos eOne Music y La Commission. Cuenta con los sencillos «Gan-Ga», «Wow», «Relax» y «Sé fuerte», además de las colaboraciones de El Alfa, Farruko, Nicky Jam, Zion & Lennox, entre otros.
A días de su estreno, el álbum se ubicó en el primer lugar en las tiendas digitales latinas de Apple Music, además de sobrepasar las 100 millones de reproducciones en Spotify.

## Sencillos
- «Relax» fue publicado junto a un vídeo musical el 23 de octubre de 2020, dirigido por Alejandro Santiago en Puerto Rico.[1] Contiene algunas letras dirigidas a Jhay Cortez y Myke Towers, siendo considerado una diss track.[6]

- «Sé fuerte» fue presentado como la canción principal del álbum, siendo liberado el mismo día de la publicación del álbum junto a un vídeo musical.[7] En contraste a otras canciones dentro del álbum, el sencillo posee un tempo lento y con letras más románticas.[8]

## Lista de canciones
| N.º      | Título                                                      | Productor(es)                        | Duración |  |
| 1.       | «Bendecido»                                                 | Lanalizer                            | 3:07     |  |
| 2.       | «24/7»                                                      | Mike Crook · Lethal · Lanalizer      | 3:20     |  |
| 3.       | «Wow (Remix)» (con Nicky Jam, Arcángel, Darell y El Alfa)   | Pilgrim · Cromo X                    | 5:16     |  |
| 4.       | «Militar» (con Farruko, Omy de Oro, El Alfa, Chen y Julito) | D-Note                               | 4:50     |  |
| 5.       | «Activa»                                                    | Lanalizer · Cromo X                  | 3:41     |  |
| 6.       | «Birthday» (con Farruko y Tory Lanez)                       | Lil Geniuz                           | 3:52     |  |
| 7.       | «Embriagá»                                                  | Alcover                              | 3:09     |  |
| 8.       | «Indica» (con Zion & Lennox)                                | Alcover                              | 3:34     |  |
| 9.       | «Sé fuerte»                                                 | Raldy · Bass Charity · Foreign Teck  | 3:33     |  |
| 10.      | «Ojitos» (con Rauw Alejandro y Lyanno)                      | Alcover · Alex Killer                | 4:04     |  |
| 11.      | «Ganas» (con Kevvo, Justin Quiles y Alex Rose)              | DJ Urba & Rome                       | 4:16     |  |
| 12.      | «Tentación»                                                 | Mvsis · Jota Rosa                    | 3:15     |  |
| 13.      | «Como Panas»                                                | Kleft · Arov · Antrax                | 3:18     |  |
| 14.      | «Circunstancias»                                            | FranFussion                          | 3:41     |  |
| 15.      | «Contigo o sin ti» (con Izaak y Miky Woodz)                 | MikeyTone                            | 4:10     |  |
| 16.      | «Relax»                                                     | YoungTN · CashMoneyAP · Foreign Teck | 3:26     |  |
| 17.      | «Gan-Ga»                                                    | Lanalizer · Cromo X                  | 3:14     |  |
| 01:03:52 |                                                             |                                      |          |  |

## Posicionamiento en listas
| Listas (2020)                        | Mejor posición |
| ------------------------------------ | -------------- |
| España (Top 100 Álbumes)             | 17             |
| Estados Unidos (Latin Rhythm Albums) | 15             |
| Estados Unidos (Top Heatseekers)     | 12             |
| Estados Unidos (Top Latin Albums)    | 16             |